# Assembleia Evangélica de Igrejas Presbiterianas na América
A Assembleia Evangélica de Igrejas Presbiterianas na América (AEIPA) - em inglês Evangelical Assembly of Presbyterian Churches in America - é uma denominação presbiteriana, formada em 2004 nos Estados Unidos, por igrejas de origem coreana e chinesa.

## História
Em 2004, um grupo de igrejas de origem coreana e chinesa organizou a Assembleia Evangélica de Igrejas Presbiterianas na América (AEIPA). Desde então, Tom Cowley foi eleito como seu moderador.
Embora a denominação tenha crescido para cerca de 7 presbitérios e 73 igrejas,, seu moderador afirmou em 2012 que a maioria das igrejas da AEIPA é formada por apenas dois ou três membros.

## Doutrina
A denominação subscreve a Confissão de Fé de Westminster, Catecismo Maior de Westminster e Breve Catecismo de Westminster.

## Relações Intereclesiásticas
A denominação já participou da Associação Nacional de Evangélicos dos EUA e da Aliança Evangélica Mundial.

## Seminário
A denominação administra a Universidade Oliveira, que existe para formação de seus pastores.

## Controvérsias
O seminário da denominação, a Universidade Oliveira, foi fundado em 2000, pelo Rev. David Jang. Este pastor foi acusado em 2012 de promover o ensino de que ele era a encarnação de Jesus em sua segunda vinda. Todavia, essa acusação foi negada pelo próprio Rev. David Jang e pelo Rev. Anthony Chiu, secretário da AEIPA.
Em 2018, o Rev. Por Douglas Douma, da Igreja Presbiteriana Bíblica acusou a AEIPA de ser uma "denominação fantasma", devido ao fato de o endereço de nenhuma de suas igrejas ser conhecido ou o nome de qualquer de seus pastores além do moderador.